# Discografia dei Dixie Dregs
La discografia dei Dixie Dregs, gruppo musicale fusion/rock progressivo statunitense attivo dal 1971, è composta da dieci album in studio,  tre album dal vivo, e quattro raccolte.

## Album

### Album in studio
| Anno | Titolo | Classifiche | Classifiche | Classifiche | Classifiche | Classifiche | Classifiche | Classifiche | Certificazioni |
| Anno | Titolo | UK          | GER         | NLD         | NOR         | SWE         | SWI         | USA         | Certificazioni |
| ---- | --- | ----------- | ----------- | ----------- | ----------- | ----------- | ----------- | ----------- | -------------- |
| 1977 | Free Fall - Pubblicato: 12 maggio 1977 - Etichetta: Capricorn Records - Formati: LP, MC, CD, 2 CD, download digitale                | 5           | 4           | 14          | —           | 23          | 13          | —           |                |
| 1978 | What If - Pubblicato: 3 maggio 1978 - Etichetta: Capricorn Records - Formati: CD, LP, MC, 2 CD, download digitale                   | 1           | 3           | 6           | 10          | 15          | 6           | 47          |                |
| 1979 | Night of the Living Dregs - Pubblicato: 16 marzo 1979 - Etichetta: Capricorn Records - Formati: CD, LP, MC, 2 CD, download digitale | 2           | 3           | 3           | 4           | 9           | 3           | 103         |                |
| 1980 | Dregs of the Earth - Pubblicato: 2 maggio 1980 - Etichetta: Arista Records - Formati: CD, LP, MC, 2 CD, download digitale           | 7           | 11          | 20          | 20          | 28          | 11          | —           |                |
| 1981 | Unsung Heroes - Pubblicato: 16 giugno 1981 - Etichetta: Arista Records - Formati: CD, LP, MC, 2 CD, download digitale               | 7           | 10          | 7           | —           | 36          | 17          | —           |                |
| 1982 | Industry Standard - Pubblicato: 16 febbraio 1982 - Etichetta: Arista Records - Formati: CD, 2 LP, MC, 2 CD, download digitale       | 10          | 17          | 7           | —           | 25          | 21          | —           |                |
| 1994 | Full Circle - Pubblicato: 13 settembre 1994 - Etichetta: Intact Records - Formati: CD, 2 CD, 2 LP, download digitale                | 35          | 46          | 26          | —           | —           | —           | —           |                |

### Album dal vivo
| Anno | Titolo | Classifiche | Classifiche | Classifiche | Classifiche | Classifiche | Certificazioni |
| Anno | Titolo | UK          | GER         | NLD         | SWI         | USA         | Certificazioni |
| ---- | --- | ----------- | ----------- | ----------- | ----------- | ----------- | -------------- |
| 2003 | From The Front Row... Live! - Pubblicato: 26 aprile 2003 - Etichetta: Arista Records - Formati: CD, 2 CD, download digitale | —           | —           | —           | —           | —           |                |
| 2005 | Live at montreau 1978 - Pubblicato: 9 marzo 2005 - Etichetta: Racket Records, earMUSIC - Formati: CD, download digitale     | —           | —           | —           | —           | —           |                |
| 2005 | |             |             |             |             |             |                |
|      | |             |             |             |             |             |                |
| 2011 | Night of the Living Dregs - Pubblicato: 5 ottobre 2011 - Etichetta: earMUSIC - Formati: 2 CD, download digitale             | —           | —           | —           | —           | —           |                |

## Raccolte
| Anno | Titolo | Classifiche | Classifiche | Classifiche | Classifiche |
| Anno | Titolo | UK          | GER         | NLD         | SWI         |
| ---- | --- | ----------- | ----------- | ----------- | ----------- |
| 1989 | The Best of the Dregs: Divided We Stand - Pubblicato: 18 febbraio 1989 - Etichetta: Arista Records - Formati: CD, LP, MC, download digitale | 64          | —           | 52          | —           |
| 2002 | 20th Century Masters: The Best Of The Dixie Dregs - Pubblicato: 26 giugno 2002 - Etichetta: Arista Records - Formati: 12 CD, 4 CD           | —           | —           | —           | —           |
| 2007 | Dregs - Pubblicato: 15 febbraio 2008 - Etichetta: earMusic - Formati: 6 CD                                                                  | —           | —           | —           | —           |
| 2014 | Dregs of the Eart - Pubblicato: 29 ottobre 2014 - Etichetta: earMusic - Formati: 6 CD                                                       | —           | —           | —           | —           |

## Extended play
| Anno | Titolo                                                                                             | Classifiche | Classifiche | Classifiche |
| Anno | Titolo                                                                                             | GER         | SWI         | USA         |
| ---- | -------------------------------------------------------------------------------------------------- | ----------- | ----------- | ----------- |
| 1975 | The Great Spectacular - Pubblicato: 3 luglio 1975 - Etichetta: Capricorn Records - Formati: LP, MC | -           | -           | -           |